# Sarsia gemmifera
Sarsia gemmifera är en nässeldjursart som beskrevs av Forbes 1848. Sarsia gemmifera ingår i släktet Sarsia och familjen Corynidae. Inga underarter finns listade i Catalogue of Life.